# Energetska izkaznica
Energetska izkaznica je javna listina s podatki o energetski učinkovitosti stavbe, posameznega dela stavbe ali več delov stavbe skupaj. Njen namen je podajanje informacij o porabi energije in omogoča primerjanje energetskih učinkovitosti nepremičnin.
Energetsko izkaznico izdela licencirani neodvisni strokovnjak. V energetski izkaznici stavbe so podani kazalniki o potrebni toploti za ogrevanje, o dovedeni energiji za delovanje stavbe ter o porabljeni primarni energiji in emisijah CO₂.
V energetski izkaznici so navedena priporočila za izboljšanje energetske učinkovitosti stavbe. Navedena priporočila morajo biti tehnično izvedljiva.
Izdana energetska izkaznica je veljavna 10 let. Register izdanih energetskih izkaznic v Sloveniji vodi Ministrstvo za infrastrukturo in prostor. Energetske izkaznice so javne in je do njih moč dostopati preko portala e-prostor, ki ga upravlja Geodetska uprava Republike Slovenije.

## Energetska učinkovitost stavbe
Določi se na podlagi izračunane ali dejansko porabljene letne energije, ki je potrebna za ogrevanje in hlajenje prostorov ter ogrevanje sanitarne vode. Obstajata dve vrsti energetske izkaznice, merjena in računska. Pri merjeni se letno porabljeno energijo izmeri, pri računski pa letno porabljeno energijo oceni strokovnjak na podlagi lastnosti stavbe.
Energetsko izkaznico je treba izdelati ob izgradnji nove stavbe ter ob prodaji ali oddaji stavbe v najem. Ni pa je treba izdelati v primeru, da stavbo oddajamo za obdobje, krajše od enega leta. Energetske izkaznice prav tako ni treba izdelati za stavbe, ki so del kulturne dediščine, za stavbe za obredne ter verske dejavnosti, industrijske stavbe ter skladišča ter stavbe s celotno uporabno tlorisno površino, manjšo od 50 m².